# Manfred Schuster (Fußballspieler, 1942)
Manfred Schuster (* 19. Dezember 1942 in Schwarzkollm) ist ein ehemaliger deutscher Fußballspieler, der in den 1960er und 1970er Jahren für den SC Aktivist Brieske-Senftenberg und den FC Rot-Weiß Erfurt in der DDR-Oberliga aktiv war.

## Sportliche Laufbahn

### Brieske, Cottbus
Als Spieler der Betriebssportgemeinschaft (BSG) Aktivist Laubusch gehörte Schuster zwischen 1960 und 1961 zum Kader der DDR-Junioren-Nationalmannschaft. In vier Länderspielen wurde er als Mittelfeldspieler eingesetzt. Nachdem er für den Männerbereich spielberechtigt geworden war, spielte er bis 1962 mit der BSG Aktivist in der drittklassigen II. DDR-Liga.
Zur Saison 1962/63 wurde er zum Oberligisten SC Aktivist Brieske-Senftenberg delegiert. Dort erlebte er 1963 den Umzug zum SC Cottbus und 1966 die Umstrukturierung zur BSG Energie Cottbus. Beim SC Aktivist wurde er vom ersten Spieltag an in der Oberligamannschaft eingesetzt. In fünf Punktspielen wurde er regelmäßig als halbrechter Stürmer eingesetzt. Danach musste er mehrere Wochen pausieren und wurde vom zwölften Spieltag an wieder regelmäßig in der Oberliga eingesetzt, nun aber im Mittelfeld. In der gesamten Saison kam Schuster auf 19 Oberligaeinsätze, ohne jedoch zu einem Torerfolg zu kommen. Am Saisonende musste der SC Aktivist absteigen.
Von der Spielzeit 1963/64 an spielte der Sportclub in Cottbus. Mit dem SC Cottbus bestritt Schuster in der zweitklassigen DDR-Liga bis zur Hinrunde der Saison 1965/66 74 Punktspiele und erzielte sechs Tore. Von der Rückrunde an trat die Mannschaft als BSG Energie Cottbus an. Mit ihr absolvierte Schuster bis zum Abschluss der Hinrunde 1967/68 weitere 45 DDR-Liga-Spiele und erzielte noch einmal sieben Tore.

### FC Rot-Weiß Erfurt
Zur Rückrunde der Saison 1967/68 wechselte Schuster wieder in die Oberliga zum FC Rot-Weiß Erfurt. In den 13 verbliebenen Punktspielen wurde er in acht Partien auf unterschiedlichen Positionen eingesetzt. In den folgenden drei Oberligaspielzeiten sicherte sich Schuster einen Stammplatz im Mittelfeld des FC und absolvierte von 78 ausgetragenen Punktspielen 55 Einsätze. Nach der Saison 1970/71 musste der FC Rot-Weiß absteigen. In der DDR-Liga-Saison 1971/72 gehörte Schuster zwar noch zum Erfurter Aufgebot der 1. Mannschaft, kam aber nicht zum Einsatz. Der FC Rot-Weiß stieg postwendend wieder in die Oberliga auf, und seine 2. Mannschaft zog mit dem Aufstieg in die DDR-Liga nach. Schuster wurde dem Kader der 2. Mannschaft zugewiesen, mit der er 1972/73 19 Punktspiele bestritt, in denen er sechs Tore erzielte. Zur Saison 1973/74 wurde er wieder in die 1. Mannschaft zurückgeholt, mit der er 20 Punktspiele als Mittelfeldspieler absolvierte. Im Alter von 31 Jahren ging Schuster 1974/75 in seine letzte Oberligasaison. Er bestritt noch einmal 17 Punktspiele und beendete danach seine Laufbahn im höherklassigen Fußball. In der Oberliga hatte er 119 Punktspiele bestritten, davon 100 für den FC Rot-Weiß Erfurt, für den er auch sein einziges Oberligator schoss.